# Federación Gabonesa Polideportiva Paralímpica
La Federación Gabonesa Polideportiva Paralímpica es el comité paralímpico nacional que representa a Gabón. Esta organización es la responsable de las actividades deportivas paralímpicas en el país. Es miembro del Comité Paralímpico Internacional y del Comité Paralímpico Africano.